# ヴィシャールガド

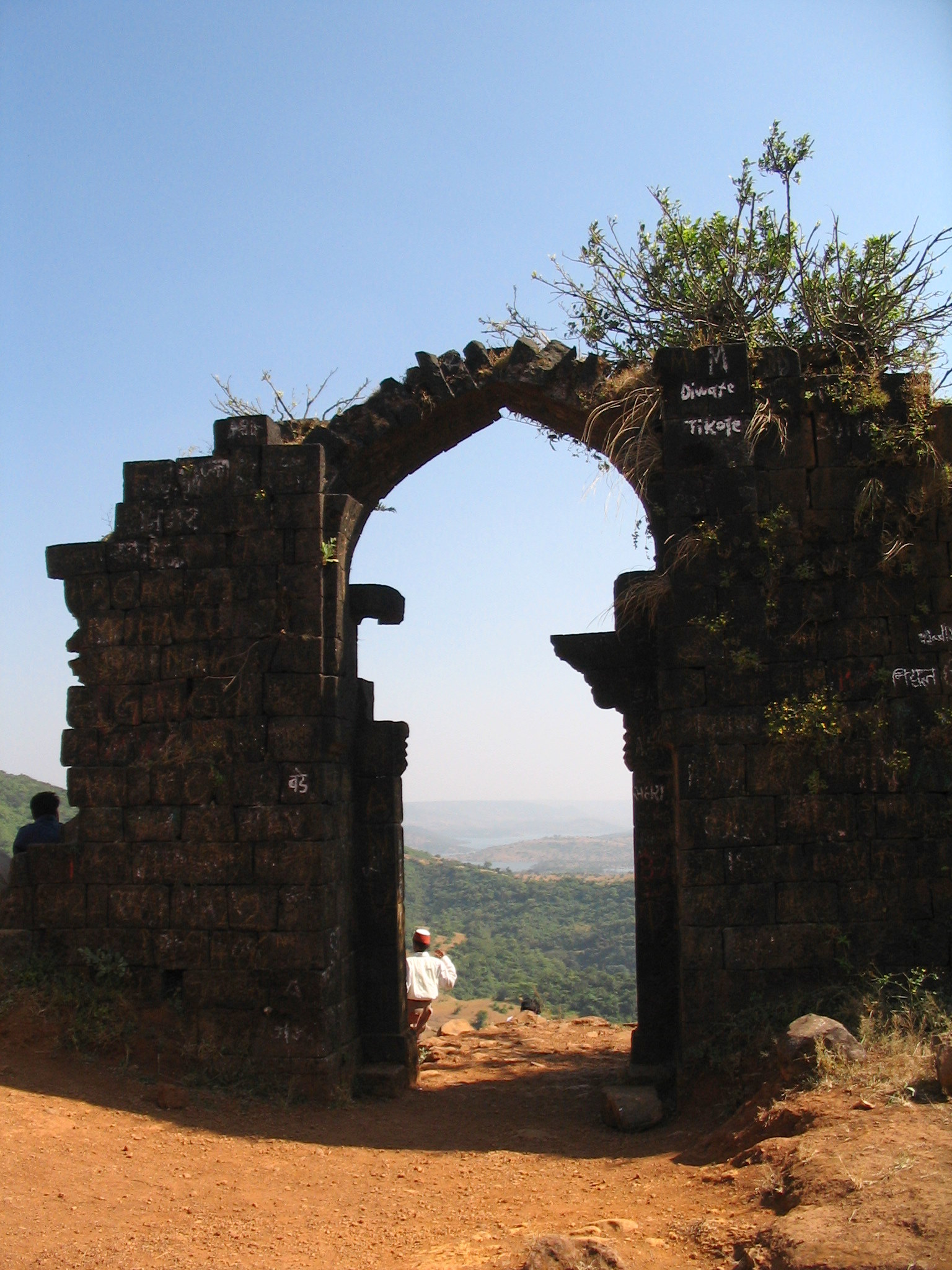
ヴィシャールガド

ヴィシャールガド（マラーティー語：Vishalgad）は、インドのマハーラーシュトラ州、コールハープル県の都市コールハープルに存在する城。ヴィシャールガドとは「偉大な城」を意味する。

## 歴史
もともとはケールナー（Kelna）と呼ばれる城で、ビジャープル王国の統治下に建設された。
のち、マラーターの指導者シヴァージーに奪取された。このとき、城の名はヴィシャールガドに改められた。